# Província d'Awaji
|  | Aquest article tracta sobre la província (feudal). Vegeu-ne altres significats a «Awaji (desambiguació)». |

La província d'Awaji (japonès: 淡路国, Awaji no kuni, i més antigament 淡道国) va ser una província del Japó que ocupava el territori de l'illa d'Awaji, entre les illes de Honshū i Shikoku. Actualment i des de l'any 1876 es troba integrada dins de la prefectura de Hyogo. El nom de la província pot ser abreujat com a Tanshū (淡州). Segons la classificació imperial, la província era de baix nivell (下国) i propera a la capital (近国).
La província estava formada per dos districtes: el de Mihara i el de Tsuna amb els seus 17 respectius municipis. La província fou creada al segle VII com a part de l'antiga regió de Nankaidō. Al Nankaidô, la província d'Awaji es trobava situada entre la província de Kii (actual prefectura de Wakayama) i la província d'Awa (actual prefectura de Tokushima). El nom d'Awaji vol dir literalment "el camí d'Awa", fent referència a la posició geogràfica entre l'illa de Honshu i la província d'Awa, a Shikoku. Es creu que la seu del govern provincial es trobava al que avui és la ciutat de Minami-Awaji, però encara no s'han trobat restes arqueològiques que ho confirmen. El temple provincial és el temple provincial d'Awaji (Awaji-kokubunji) i l'ichinomiya és el santuari d'Izanagi.
Al període Tokugawa, la província d'Awaji va ser governada pel domini feudal del clan Hachisuka, procedent de Tokushima, a la veïna província d'Awa. Al llarg de la història del Japó, la província d'Awaji ha estat un destí comú per als desterraments o exili; l'Emperador Junnin va romandre a l'illa des de la seua abdicació fins a la seua mort. Amb l'abolició del sistema feudal i de províncies de la restauració Meiji, la província va ser integrada dins de la prefectura de Hyogo per pròpia elecció dels habitants, que tradicionalment han mantingut una relació conflictiva amb els seus veïns de la prefectura de Tokushima/província d'Awa.